# رمزي بيديا
رمزي بيديا (بالفرنسية: Ramzy Bedia)‏ هو كاتب سيناريو ومقدم برامج إذاعية وممثل فرنسي، ولد في 10 مارس 1972 بالدائرة السادسة عشرة في باريس في فرنسا.

## وصلات خارجية
- رمزي بيديا على موقع IMDb (الإنجليزية)
- رمزي بيديا على موقع ألو سيني (الفرنسية)
- رمزي بيديا على موقع ميوزك برينز (الإنجليزية)
- رمزي بيديا على موقع أول موفي (الإنجليزية)
- رمزي بيديا على موقع ديسكوغز (الإنجليزية)
- رمزي بيديا على موقع قاعدة بيانات الفيلم (الإنجليزية)
- رمزي بيديا على موقع كينوبويسك (الروسية)